# 横山雅史
横山 雅史（よこやま まさふみ、1954年7月21日 - ）は、東京都出身のベーシスト、作曲家。

## 来歴・人物
早稲田大学法学部卒業。学生時代より活動開始。橋本一子、藤本敦夫、木村万作、石井AQらと組んだ「カラード・ミュージック(Colored Music)」での活動を経て、谷山浩子バンド、森高千里バンドの中核的メンバーとしてレコーディング、ステージに参加。元チャクラの板倉文らによるキリング・タイム、今堀恒雄や菊地成孔らとのティポグラフィカ、土屋昌巳バンドなど、ニュー・ウェイヴ・前衛シーンのバンドにも参加する一方、スタジオ・ミュージシャンとしては、アイドルからベテランまで数多くのアーティストと共演し、楽曲を提供した。2008年に引退、長らく音楽業界から遠ざかっていたが、2013年森高千里ライブツアーにてベーシストとして復帰、現在も森高のライブサポートを継続中である。

## 著書
- エレクトリックベース教本（1983年、ドレミ楽譜出版社）
- エレキ・ベース入門ゼミ（1986年、ドレミ楽譜出版社）
- はじめの一歩 エレキ・ベース入門ゼミ（1996年、自由現代社）
- エレキ・ベース入門ゼミ　はじめの一歩（1998年、自由現代社）
- エレキ・ベース入門ゼミ　強力な重低音サウンドが君のものに　はじめの一歩（1999年、自由現代社）